# Lucie Noël (journaliste)
Pour les articles homonymes, voir Noël (homonymie) et Lucie Noël.
Lucie Noël, de son vrai nom Elizabeth Lucie Leon, est née à Moscou le 4 décembre 1899. Elle est journaliste de mode pour l'édition parisienne du New York Herald Tribune. Elle meurt à Neuilly-sur-Seine le 29 avril 1972, à l’âge de 72 ans.

## Biographie
Lucie Noël, de son vrai nom Elizabeth Lucie Leon, est née à Moscou le 4 décembre 1899. Son père Mathieu Ponisowsky de Vitebsk, était propriétaire d'une usine de textile. Après des études en Russie, elle étudia quelques années en Angleterre auprès de son oncle maternel Grigori Vilenkine, qui était un attaché financier à l’ambassade russe de Londres. La révolution russe de 1917 la décide à rester en Angleterre. Plongée dans le milieu littéraire grâce à son frère qui était ami avec Nabokov, elle fit de nombreuses rencontres littéraires dont le philosophe Paul Léon et l’écrivain James Joyce. Elle aida Nabokov dans la correction de son premier ouvrage en anglais "La Vraie vie de Sebastian Knight". Passionnée de mode et de haute couture, elle s’établit guide de la haute couture pour les femmes anglaises et américaines en 1922. Elle se maria en 1925 avec le socialiste et philosophe Paul L. Léon et eu avec lui un enfant nommé Alexis L. Leon. Ce n’est qu’au début des années 1920 qu’elle s’installe sur Paris avec sa famille. 
Elle devient journaliste de mode pour l’édition parisienne du New York Herald Tribune, et elle assurait la subsistance de sa famille ainsi. Elle était connue pour son travail de qualité et pour son tact. Elle était connue aussi pour son fort caractère qui l'amena une fois à être interdite d’accès à l’un des défilés de Balenciaga. Elle arrêta son activité pendant un temps au début de la guerre, et après une tentative de fuite de sa famille avec celle de James Joyce elle décida de reprendre le travail. Son mari finit par être déporté et décéda à Auschwitz. Après cela elle arrêta son activité pendant un temps et s’engagea auprès de la croix rouge dans le camp de Drancy. Ella servit de passeuse de lettres au camp de Compiègne avant de devoir fuir les Allemands et de rejoindre son frère à Monaco en zone libre. Son frère fut lui aussi déporté et tué en 1944. Elle servit d’interprète pour les Américains lors de leur arrivée, ce qui lui permit d’obtenir la nationalité américaine en 1952 par un acte du congrès. Nationalité aussi demandée par son fils, qui fut pendant la guerre soldat français dans l’armée américaine. Elle retourna à Paris en 1945 où elle reprit son activité principale et travailla au service des criminels de guerre. Après la guerre, elle accomplit deux mandats en tant que présidente du groupe de mode de Paris. 
À la mémoire de son mari et de son ami James Joyce, lui aussi déporté, elle écrit plusieurs ouvrages dont James Joyce and Paul L. Léon, the story of a friendship.
Le New York Herald Tribune fut vendu en 1961, et Lucie Noël fut démise de ses fonctions. Elle mena alors le journal en procès et gagna après 4 ans de lutte. En parallèle, elle poursuivait ses activités de journalisme que ce soit dans la mode, le théâtre ou l’art. Elle écrit entre autres pour The Critic et pour Harper’s Bazaar, où elle fut nommée éditorialiste de mode pour les presses associées en 1963. Elle meurt à Neuilly-sur-Seine le 29 avril 1972, à l’âge de 72 ans après une longue lutte contre la maladie. 

## Œuvres publiées
- James Joyce et Paul L. Léon. L'histoire d'une friterie, Une procédure de la James Joyce Soc. Prononcé en partie lors de la séance du 18 novembre 1948. New York : Gotham Book Mart, 1950

- James Joyce et Paul L. Léon, 1950